# Lygropia falsalis
Lygropia falsalis là một loài bướm đêm trong họ Crambidae.